# Gray (Maine)
Gray és una població dels Estats Units a l'estat de Maine (EUA). Segons el cens del 2008 tenia 7.541 habitants.

## Demografia
Segons el cens del 2000, Gray tenia 6.820 habitants, 2.637 habitatges, i 1.890 famílies. La densitat de població era de 60,9 habitants/km².
Dels 2.637 habitatges en un 33,5% hi vivien nens de menys de 18 anys, en un 60,9% hi vivien parelles casades, en un 8% dones solteres, i en un 28,3% no eren unitats familiars. En el 19,7% dels habitatges hi vivien persones soles el 7,1% de les quals corresponia a persones de 65 anys o més que vivien soles. El nombre mitjà de persones vivint en cada habitatge era de 2,57 i el nombre mitjà de persones que vivien en cada família era de 2,98.
Per edats la població es repartia de la següent manera: un 24,6% tenia menys de 18 anys, un 6,3% entre 18 i 24, un 34,6% entre 25 i 44, un 24,6% de 45 a 60 i un 9,9% 65 anys o més.
L'edat mediana era de 37 anys. Per cada 100 dones de 18 o més anys hi havia 99,6 homes.
La renda mediana per habitatge era de 50.107$ i la renda mediana per família de 55.806$. Els homes tenien una renda mediana de 36.342$ mentre que les dones 26.433$. La renda per capita de la població era de 22.050$. Entorn de l'1,3% de les famílies i el 2,6% de la població estaven per davall del llindar de pobresa.